# Liste der Naturdenkmale in Deudesfeld
Die Liste der Naturdenkmale in Deudesfeld nennt die im Gemeindegebiet von Deudesfeld ausgewiesenen Naturdenkmale (Stand 4. Juni 2024).

## Naturdenkmale
| Nr.         | Bezeichnung                                   | Lage                                                       | Beschreibung                                                                                            | Bild                                    |
| ----------- | --------------------------------------------- | ---------------------------------------------------------- | --- | --------------------------------------- |
| ND-7233-127 | Bergahorn                                     | westlich des Ortes an der L 16; Flur Bei Turner Mühle Lage | Acer pseudoplatanus, 15 m hoch bei 3,5 m Brusthöhenumfang                                               | Direkt Bild zu diesem Denkmal hochladen |
| ND-7233-198 | Dicke Linde an der ehemaligen Schutzer Straße | nördlich des Ortes an der K 6; Flur Oberm Schutzerweg Lage | Tilia platyphyllos, vor 1800 gepflanzt, 18 m hoch bei 3,5 m Brusthöhenumfang und 14 m Kronendurchmesser | Direkt Bild zu diesem Denkmal hochladen |